# Batcopter
El Batcopter es el helicóptero personal ficticio del superhéroe Batman de DC Comics.

## Aeroespacial Wayne
La rama de la aviación militar diseña y fabrica aviones de combate y helicópteros para el ejército de los Estados Unidos. Los modelos más notables de estos son el caza W-4 Wraith y el helicóptero de ataque Kestrel.

## Whirly-Bat
El Whirly-Bat era un mini helicóptero para un solo ocupante de Batman, diseñado con un rotor de cola de popa, que debería evitar que gire fuera de control. Fue rápido y altamente maniobrable. Sin embargo, el diseño ligero del Whirly-Bat prohibió el peso adicional de las armas ofensivas.
El Whirly-Bat hace una aparición en el videojuego de 2012 Lego Batman 2: DC Super Heroes.

## Flying Batcave
El "Flying Batcave" era un helicóptero gigante con muchas de las comodidades científicas de la verdadera Batcave. Ellos incluyeron:
- Video vigilancia panorámica
- Generadores de pantallas de humo para proporcionar nubosidad artificial.

Sin embargo, el "Flying Batcave" requirió reabastecimiento frecuente de combustible, lo que redujo significativamente el tiempo de patrulla.

## En relación conBatman(serie de TV)

### Durante el arrendamiento
La primera aparición del Batcopter fue en la película de 1966 Batman. A diferencia del Batmobile, el Batcycle y el Batboat, no fue diseñado para usarse en la serie de televisión Batman de la década de 1960, que no tenía el presupuesto para crear vehículos tan elaborados. Mientras que los otros vehículos fueron comprados por 20th Century Fox, el Batcopter solo fue arrendado para la película. Le costó a Fox $ 750 por día durante cinco días, del 7 de abril al 11 de abril de 1966.
El Batcopter era un helicóptero funcional provisto por el Servicio Nacional de Helicópteros. Se basó en el Bell 47, que fue diseñado por Bell Helicopter Textron en 1941. El Batcopter era un modelo G3B-1 con registro FAA N3079G, que se había utilizado anteriormente en la serie de televisión Lassie  y ABC News. Para hacer que el modelo se pareciera más a un vehículo de superhéroes, fue equipado con marcos tubulares cubiertos de lona y pintado de rojo. La cabeza de un murciélago fue pintado en el frente mientras que el símbolo de Batman fue pintado en el lado. El cambio de diseño más peligroso fueron las alas, que redujeron la potencia en casi un cincuenta por ciento.
Para las escenas en el mar, el Batcopter fue grabado en Marineland of the Pacific en Palos Verdes, California. La mayoría de los disparos estaban relativamente lejos, ya que el piloto era Harry Haus, no Adam West, el actor que interpretaba a Batman. Hubie Kerns se puso el atuendo de Batman para realizar las acrobacias, es decir, subir la escalera de cuerda unida al helicóptero mientras patea y rocía con pimienta a un tiburón que luego explota.
Se grabaron imágenes adicionales del Batcopter para su eventual inclusión en las temporadas dos y tres de la serie de televisión.

### Después de arrendamiento
Cuando el Batcopter fue devuelto a National, se retiraron las alas y los tubos. Se repintó para parecerse a todos los otros helicópteros y se usó para varios propósitos a lo largo de los años, como cubrir el Super Bowl de 1968. Finalmente, National reemplazó su Bell 47 y los vendió. El helicóptero que había servido anteriormente como Batcopter fue comprado por el presidente de NockAir Helicopter, Inc., Eugene Nock. Lo repintó y reemplazó los tubos para que una vez más pudiera llamarse el Batcopter. Las alas, sin embargo, no fueron reemplazadas ya que fueron fabricadas específicamente para la película de Batman y fueron aseguradas solo para ese uso. No fue posible extender el seguro de responsabilidad de los productos para su uso continuado después de la película, por lo que National mantuvo las alas en casa durante muchos años en caso de que se considerara una secuela. Las alas fueron destruidas alrededor de 1979 para que no hubiera posibilidad de su reinstalación. El Batcopter ha sido actualizado con nuevos equipos y electrónica de modo que ahora puede alcanzar altitudes de hasta 18000 pies, velocidades de hasta 105 millas por hora y tiempos de vuelo de hasta 2 horas y 45 minutos.

## Película
Un vehículo similar a un helicóptero aparece en la película The Dark Knight Rises (así como en la película de 1966) denominada simplemente el Bat. Es una nave poco convencional, liviana, como volantor, con un rotor montado ventralmente. Desarrollado por Lucius Fox, el Bat estaba destinado originalmente para operaciones militares urbanas de corta distancia, pero en cambio se convierte en el nuevo vehículo principal de Batman. Fox señala que la función de piloto automático de Bat no funciona, pero sugiere que Bruce podría ser capaz de solucionarlo. El vehículo está armado con ametralladoras, cañones y una variación del dispositivo EMP que utilizó para perseguir a los hombres de Bane. Batman primero usa el Bat para escapar persiguiendo a los oficiales de policía después de haber sido acorralado en un callejón oscuro. Inmediatamente después, lo usa para rescatar a Selina Kyle de los secuaces de Bane. Más adelante en el clímax de la película, Batman usa el murciélago en la lucha para recuperar Gotham City de Bane y él usa el murciélago para arrastrar una bomba de fusión desde Gotham City, donde detona sobre el océano y presumiblemente lo mata. Más tarde, mientras completa el trabajo en el Bat, Fox descubre que Wayne había arreglado la función del piloto automático meses antes y pudo haber escapado antes de que la bomba detonara. Al diseñar el Bat, Nathan Crowley lo abordó como si se tratara de un proyecto militar real, enfatizando la necesidad de que "se ajuste a la misma familia" que el Tumbler y el Batpod. La versión final del Bat toma sus señales de diseño del Harrier Jump Jet, Bell Boeing V-22 Osprey y el Boeing AH-64 Apache. Chris Corbould describió el tamaño y la forma del murciélago como un gran desafío para la filmación, dado el énfasis de Christopher Nolan en los efectos prácticos sobre las imágenes generadas por computadora. Para hacer que el Bat "volara", fue apoyado de diversas maneras por cables, suspendido de grúas y helicópteros, y montado en un vehículo especialmente diseñado con controles hidráulicos para simular el movimiento.

## Juguetes
Kenner creó un juguete Batcopter en 1984 como parte de su Colección Super Powers. Se rehízo en negro y oro en 1990 como parte de la Colección The Dark Knight. Art Asylum también creó una versión de juguete de Batcopter para C3 Sets Wave 2 de Minimates en 2005. Para la película de 2005, Batman Begins, había un juguete de Batcopter fabricado por Mattel. La gama de juegos Batman de Lego para 2007 incluye una versión del Batcopter con el biplano de El Espantapájaros en el# 7786 Batcopter: La caza para el conjunto Espantapájaros. Había un Batcopter como juguete fabricado por Mattel para la película de 2008 The Dark Knight, se llamaba "Attack Copter".